# 老婆大人 (台灣)
《老婆大人》是東森綜合台2003年八點檔電視劇，全能製作公司製作，是一部以一家三兄弟的大家庭為主軸的喜劇，全210集，2004年8月10日殺青，首播期間為2003年10月27日起。

## 播出時間

### 首播
| 頻道       | 所在地 | 播映日期       | 播出時間          |
| ---------- | ------ | -------------- | ----------------- |
| 東森綜合台 | 臺灣   | 2003年10月27日 | 週一 - 週五20：00 |

## 演員表
| 演員   | 角色   | 介紹 |
| 徐乃麟 | 趙大同 | 男，趙家大哥，35歲。性格古板、正直，照顧家庭的好老公。不小心丟了工作之後因緣際會下到了老同學王巧蓮的公司，巧蓮對大同的照顧差點讓芊芊以為大同外遇，但兩人其實只是上司下屬的關係，後巧蓮出國，將大同升為總經理，讓他掌管公司，找了當時失業的好友兼鄰居林旺和弟妹安妮一起來，三人一同共事。和芊芊育有一女Apple。                                                                                             |
| 黃嘉千 | 陳芊芊 | 女，趙家大嫂；趙大同之妻，34歲。家中是乩童世家，一家人都是乩身，但還不太會控制神明上身時間，經常在不對的時間起乩，一開始讓大同非常苦惱，但除了這點以外她是個好媳婦、好媽媽。 |
| 王耀慶 | 趙大偉 | 男，趙家二哥，汽車業務，30歲，射手座。自認是情聖，綽號趙大尾。外表帥氣、能言善道、性格花心，經常處處留情，覺得這個世界上沒有他把不到的女孩。但遇到難搞的姚安妮之後屢次碰壁，發誓把到她，用了各種方法終於成功。但兩人的情史都很豐富，為此經常吵架，讓家裡常雞犬不寧，但一開始只是抱著征服對方心態的兩人越吵越發現似乎真的愛上對方了……                                                                      |
| 張本渝 | 姚安妮 | 女，趙家二嫂，趙大偉之妻，25歲，獅子座。外表豔麗又精明幹練的現代新女性，在工作上很有看法，因為不滿老闆要作違法的事而離職，反而輾轉下到大同的公司上班。對男人總是抱持著勾引來玩玩就丟掉的心態，直到遇到趙大偉，被他各種話術搞的受不了而嫁給他，但心裡其實對這次的慘敗很不平衡，所以禁止大強稱呼她二嫂，也禁止Apple稱呼她嬸嬸，和大偉也總是有吵不完的架，但幾次爭吵下來發現似乎他們的關係中間有了真感情了…… |
| 姚元浩 | 趙大強 | 男，趙家三弟，23歲。大學生，性格內向彆扭，曾因為醫院拿錯病例而誤會自己得了乳癌，還想去自殺，最後在家人規勸打消念頭。暗戀小可，但一直不敢追求，還是因為同學愛迪生的幫忙才敢跟小可告白，小可出國後就沒有再對任何女孩子動心，連二哥大偉幫他介紹思佳都失敗。 |
| 許瑋倫 | 小可   | 女，趙大強的女友，黑道千金，性格大方，大強暗戀的對象，在大強終於鼓起勇氣告白的情況下答應和大強交往，但隨家人出國後結婚，讓大強相當傷心。 |
| 都拉斯 | 林旺   | 男，大同的同事兼鄰居，後來成為公司合夥人。標準的妻管嚴，被老婆鄭依管的死死的，想外遇但也只能用想的，只要做錯事鄭依就會叫他去倒立。和鄭依育有一子小威。 |
| 夏禕   | 鄭依   | 女，林旺之妻，上海人。性格潑辣，又好講是非。跟芊芊是好朋友，但又常常在芊芊耳邊說一些話讓芊芊以為大同外遇。 |
| 施語嫣 | APPLE  | 女，大同與芊芊之女，活潑可愛但也鬼靈精怪，跟小威是同學，平時跟父母睡，但當父母有需求時就會搬去跟大強睡，因此和大強感情最好。 |
| 王欣逸 | 小威   | 男，林旺跟鄭依的兒子。在Apple因起乩問題至新竹給親家培訓時，為了不讓芊芊寂寞在鄭依的建議下認芊芊為乾媽。 |
| 王思佳 | 思佳   | 女，大偉的女性同事，性格老實且重視朋友，在大偉的牽引下與大強一度結為男女朋友，但在正式追求大強時結果以失敗告終，卻不影響她與大強、大偉的友誼。有一表姊佩佩，十分熱戀大偉因而對大偉與安妮的婚姻帶來危機... |
| 楊淇   | 阿蘭   | 女，居酒屋老闆娘，是安妮的同學，和林旺經常抬槓，讓鄭依一度以為林旺外遇。 |
| 陳德烈 | 愛迪生 | 男，趙大強的同學，幫助大強追小可。後來成為阿蘭居酒屋的工讀生。 |
| 徐小可 | 小華   | 女，趙大強的同學，有大舌頭，後來喜歡愛迪生。在阿蘭徵員工時意外成為阿蘭居酒屋之工讀生。 |
| 林立洋 | 李查   | 男，大同公司的新進同事，工作上與安妮默契絕佳，曾一度對安妮有好感。 |
| 郭鑫   | 家寶   | 男，林旺的表弟。 |